# Орлов Андрій Вікторович
Орло́в Андрі́й Ві́кторович (нар. 15 серпня 1970, м. Костянтинівка, Донецька область) — член Партії регіонів; ВР України, член Комітету з питань паливно-енергетичного комплексу, ядерної політики та ядерної безпеки (з 07.2006), член фракції Партії регіонів (з 05.2006), член Комітету з питань бюджету (з 12.2007).

## Життєпис
Народився 15 серпня 1970 (м.Костянтинівка Донецька область); дружина Ольга Олександрівна (1972) — економіст ТОВ «Ісіда»; дочка Крістіна (1997).
Освіта: Ленінградське вище політичне училище ім.60-річчя ВЛКСМ внутрішніх військ МВС СРСР (1987—1991); Донецький державний університет економіки і торгівлі (2002), «Економіка підприємства», економіст.

## Кар'єра
1991-97 — директор підприємства «Едельвейс».
1997—2002 — генеральний директор ТОВ «Тандем ЛТД», директор ТОВ «Донвуглекомплект», заст. директора підприємства «Енерговугілля».
2002-06 — директор з виробництва ТОВ «Вуглепродукт».

## Політична діяльність
Народний депутат України 5-го скликання 04.2006 від Партії регіонів, № 87 в списку. На час виборів: директор з виробництва ТОВ «Вуглепродукт» (м. Донецьк), член ПР.